# 亚历山大·扬科维奇
亞歷山大·揚科維奇（1972年5月6日—）是塞爾維亞前足球員、教練。

## 選手生涯
曾效力於家鄉塞爾維亞的貝爾格萊德紅星和克魯舍瓦茨進步足球俱樂部，澳大利亞的保尼鷹（以 Sasha Jankovic 名義）、法國的瑟堡體育俱樂部和波城足球俱樂部，以及美國的堪薩斯城體育會。 由於膝傷，他在28歲時結束了他的職業生涯。

## 教練生涯
在波城足球俱樂部踢球時，揚科維奇遇到了他的同胞教練斯拉沃柳布·穆斯林，後者後來成為他最終涉足教練領域的重要人物。 在受傷迫使他結束職業生涯後，揚科維奇在 2000 年初以顧問兼球探的身份進入貝爾格勒紅星 （當時由穆斯林執教的俱樂部）。在 2000-01 賽季末，看到貝爾格勒紅星再奪聯賽冠軍（繼上賽季聯賽和杯賽雙冠王），穆斯林的助教拉Ratko Dostanić出任FK Obilić主教練，穆斯林將空缺位置讓給揚科維奇，2001 年 7 月 5 日，揚科維奇成為紅星的助理教練 ，當時他29 歲。
2001-02 賽季初，揚科維奇就無法在他的新工作崗位上待太久，在2001-02歐冠聯賽預選賽首回合輸給勒沃庫森之後，穆斯林突然辭去了主教練的職務，揚科維奇也離開了。2002年3月，穆斯林重新出任索非亞列夫斯基隊的主教練，揚科維奇跟隨他成為他的助手。 2003年4月，穆斯林被解僱，揚科維奇也再次離隊。
幾個月後，在 2003 年夏季休賽期，兩人回到了他們在貝爾格勒紅星的主場。在Zoran Filipović 被解僱後，穆斯林得到了總教練的職位，揚科維奇是他的副手。之後，揚科維奇從那裡跟隨穆斯林分別前往頓涅茨克冶金廠、洛克倫、莫斯科火車頭，然後返回洛克倫。
2007年7月起在紅星擔任先遣球探，職責主要包括對手球員和戰術的情搜。

### 貝爾格勒紅星
2007年11月9日米洛拉德·科薩諾維奇辭職後，揚科維奇被任命為紅星队新任總教練。 然而，在未能在全國錦標賽或國家杯中獲得冠軍後，他於2008年6月11日被解僱，他之後被任命為貝爾格萊德紅星足球學校的校長
。

### 洛克倫
2009年4月6日，他被任命為新的东佛兰德洛克伦体育俱乐部教練，塞爾維亞人簽約至2010年6月並取代 Georges Leekens。2009年10月25日，揚科維奇因戰績不佳離任。

### 中國
他於2021年被任命為中國國奧隊主教練，但除了友誼賽性質的杜拜杯，中國隊沒有參加過任何重大比賽。在杜拜杯中，中國隊取得一勝兩負的戰績。之後，他被任命為2022杭州亞運會中國男子足球隊教練（因COVID-19疫情延至2023年進行）。
他擔任在日本舉行的2022年東亞足球錦標賽中國隊的臨時教練，結果取得1勝1和1負戰績，此外中國隊在日本的主場，以0-0戰平，這也是12年來中國隊首次在日本本土不敗於日本隊。
2023年2月24日，他被任命為中國新任男子國家隊主教練，但2023年亚洲杯小组赛一仗未胜下出局，再次被解雇，由布蘭科·伊萬科維奇接任。

### 職業隊教練戰績
最後更新：截至2018年1月25日
| 球隊         | From       | To         | 紀錄 | 紀錄 | 紀錄 | 紀錄 | 紀錄  |
| 球隊         | From       | To         | 出賽 | 勝   | 和   | 負   | 勝率  |
| ------------ | ---------- | ---------- | ---- | ---- | ---- | ---- | ----- |
| 貝爾格勒紅星 | 2007年11月 | 2008年6月  | 24   | 16   | 6    | 2    | 66.67 |
| 洛克倫       | 2009年4月  | 2009年10月 | 17   | 5    | 2    | 10   | 29.41 |
| 塞爾維亞U-21 | 2010年11月 | 2012年12月 | 15   | 7    | 4    | 4    | 46.67 |
| 貝爾格勒紅星 | 2012年8月  | 2013年3月  | 23   | 14   | 2    | 7    | 60.87 |
| 梅赫倫       | 2014年5月  | 2016年9月  | 88   | 35   | 23   | 30   | 39.77 |
| 標準列日     | 2016年9月  | 2017年4月  | 35   | 9    | 16   | 10   | 25.71 |
| 梅赫倫       | 2017年11月 | 2018年1月  | 10   | 3    | 1    | 6    | 30.00 |
| 總計         | 總計       | 總計       | 212  | 89   | 54   | 69   | 41.98 |

## 個人生活
亞歷山大已婚並育有兩個孩子，他的父親是塞爾維亞體育記者 Dobrivoje "Bobi" Janković，揚科維奇曾被球評比喻為「塞爾維亞的若瑟·穆里尼奥」。